# Abandon Your Friends
Abandon Your Friends ist das dritte Musikalbum der Band From Autumn to Ashes. Es wurde wie das zweite Album The Fiction We Live auf dem Label Vagrant Records veröffentlicht. Für die Produktion war Garth Richardson (Red Hot Chili Peppers, Rage Against the Machine, Mudvayne, Kittie) verantwortlich. Mit dem Songwriting begann die Band Mitte 2004. Francis Mark, Sänger und Schlagzeuger, steht bei diesem Album im Vordergrund.
Der Albumtitel hätte auf eine bevorstehende Auflösung der Band deuten können, da die Band ohnehin schon mit einigen Brüchen zu kämpfen hatte, doch dem war nicht so.
Das Album war Anlass für eine erste große Europa-Tour, bei der die Band u. a. bei dem weit bekannten Festival Groezrock im Jahre 2005 auftrat.

## Inhalt
Das Album ist an sich nicht mehr ganz so hart wie die beiden Vorgänger, was unschwer an den Balladen Streamline, Kansas City 90210, Long To Go und Abandon Your Friends zu erkennen ist. Dennoch wird der „alte“ Sound bei Liedern wie Where Do You Draw The Line, The Funny Thing About Getting Pistol Whipped Is..., Short For Show und Jack + Ginger wieder in den Mittelpunkt gerückt.

## Titelliste
1. Where Do You Draw The Line (4:28)
2. Inapprope (2:47)
3. Sugar Wolf (5:37)
4. Vicious Cockfight (3:58)
5. Streamline (4:40)
6. The Funny Thing About Getting Pistol Whipped Is... (2:41)
7. Placentapede (5:15)
8. Kansas City 90210 (4:00)
9. Short For Show (4:01)
10. Long To Go (4:29)
11. Jack + Ginger (2:50)
12. Abandon Your Friends (4:03)

## Chartplatzierungen
| ChartsChartplatzierungen       | Höchstplatzierung | Wochen |
| ------------------------------ | ----------------- | ------ |
| Vereinigte Staaten (Billboard) | 73 (2 Wo.)        | 2      |

## Musikvideos
- Where Do You Draw The Line

## Sonstiges
Es ist das letzte Werk, bei dem Benjamin Perri mitwirkte. Am 5. Dezember 2006 setzte er den Albumtitel (Abandon Your Friends, zu deutsch: Verlasse deine Freunde) in die Tat um und verließ die Band.